# Chí Minh, Hải Phòng
Chí Minh là một xã thuộc thành phố Hải Phòng, Việt Nam.

## Địa lý
Xã Chí Minh nằm ở phía tây huyện Tứ Kỳ, có vị trí địa lý:
- Phía đông giáp huyện Thanh Hà
- Phía tây giáp các xã Bình Lãng, Quang Phục và thị trấn Tứ Kỳ
- Phía nam giáp xã An Thanh và xã Văn Tố
- Phía bắc giáp huyện Thanh Hà.

Xã Chí Minh có diện tích 14,64 km², dân số năm 2018 là 10.698 người, mật độ dân số đạt 713 người/km².

## Lịch sử
Xã Chí Minh trước đây vốn là ba xã: Đông Kỳ, Tây Kỳ và Tứ Xuyên thuộc huyện Tứ Kỳ.
Xã Đông Kỳ được lập ra sau Cách mạng tháng 8 năm 1945, trên cơ sở sáp nhập 2 xã: Toại An (xã này trước năm 1945 từng có 5 ngôi chùa, 3 ngôi miếu và 1 văn chỉ, văn bia cổ nhất hiện còn biết đến có nhắc đến xã Toại An là "Toại An xã bi ký" ở chùa Diên Khánh (cũng đọc là Duyên Khánh) được khắc dựng năm Chính Hòa thứ 9 (1688)); Trước đó, thác bản bia "Văn Hội bi" khắc năm Chính Hòa thứ hai (1681) cũng nhắc đến địa danh xã Toại An . Xã Đông Kỳ có 2 thôn: An Nhân và Toại An.

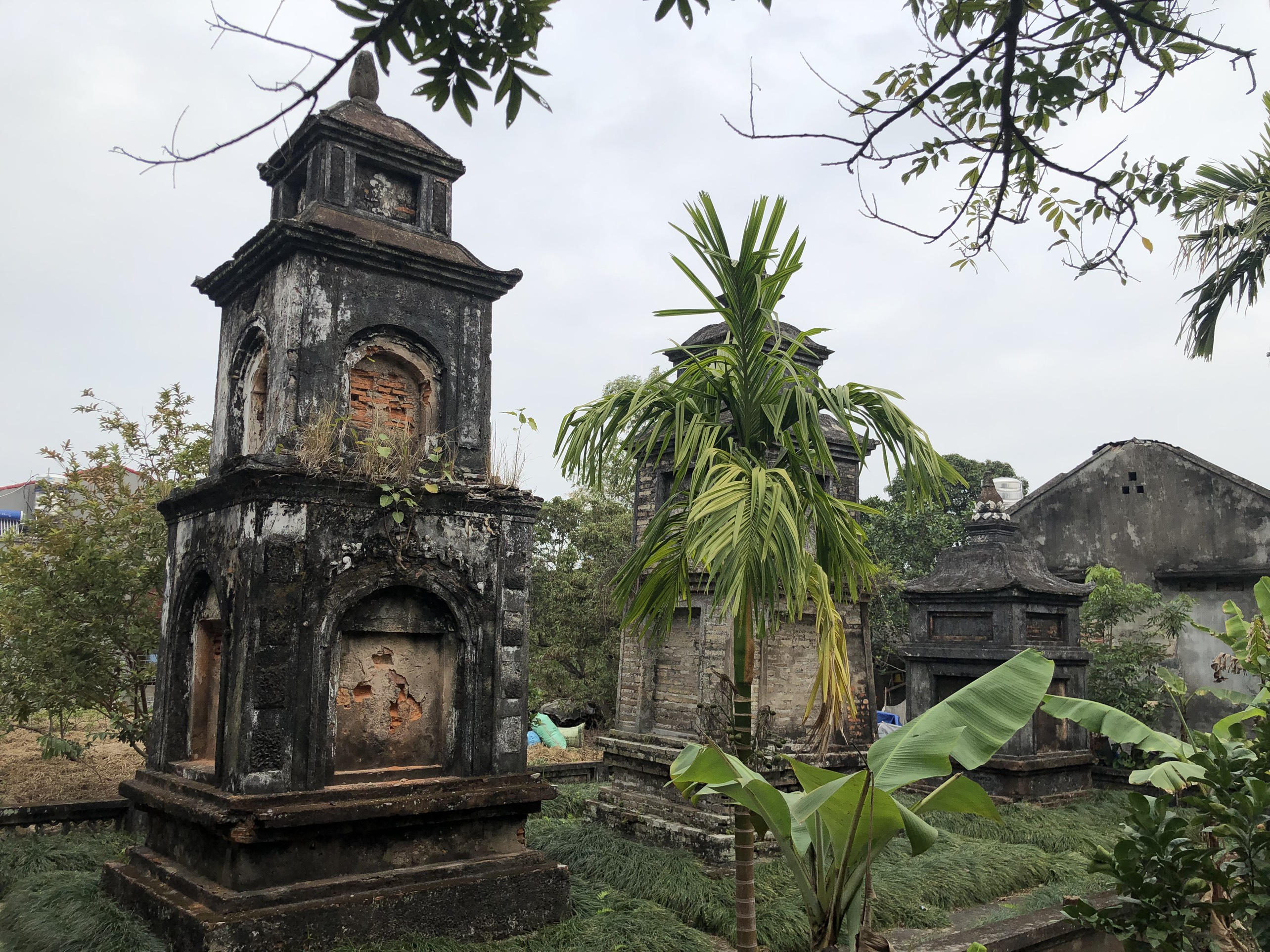
Tháp cổ chùa Diên Khánh - Toại An

Xã Tây Kỳ cũng được thành lập sau năm 1945 trên cơ sở sáp nhập 2 xã: La Tỉnh, Hựu Hiền (gồm 3 thôn: Kim Đới, Nhân Lý và Hiền Sĩ).
Còn xã Tứ Xuyên được lập ra sau năm 1945 trên cơ sở sáp nhập 4 xã: Gia Xuyên (Dừa), Quảng Xuyên (Gang), Kim Xuyên (Vội) và Ngưu Uyên (Vực). Các xã cũ chuyển thành 3 thôn, đồng thời tách xóm Trại của Ngưu Uyên thành thôn Trại Vực. Xã Tứ Xuyên có 4 thôn: Gia Xuyên, Quảng Xuyên, Ngưu Uyên, Trại Vực (trước năm 1945 xã từng có 3 ngôi chùa: chùa Dừa còn gọi là chùa Diên Khánh, chùa Gang còn gọi là chùa Gang Khánh Tự và chùa Vực).
Ngày 11 tháng 3 năm 1974, sáp nhập thôn Gia Xuyên của xã Tứ Xuyên vào xã Văn Tố, sáp nhập thôn Kim Xuyên của xã Tứ Xuyên vào xã Tây Kỳ.
Ngày 16 tháng 6 năm 1997, Chính phủ ban hành Nghị định 76-CP. Theo đó, tách thôn An Nhân của xã Đông Kỳ và thôn La Tỉnh của xã Tây Kỳ để thành lập thị trấn Tứ Kỳ - thị trấn huyện lỵ huyện Tứ Kỳ. Xã Đông Kỳ còn lại thôn Toại An trong khoảng thời gian 1997 - 2014.
Ngày 5 tháng 1 năm 2014, UBND tỉnh Hải Dương ban hành Quyết định chia thôn Toại An của xã Đông Kỳ thành 4 thôn: Đông An, Tây An, Nam An và Bắc An.
Trước khi sáp nhập, xã Đông Kỳ có diện tích 3,88 km², dân số là 3.231 người, mật độ dân số đạt 833 người/km². Xã Tây Kỳ có diện tích 4,57 km², dân số là 4.009 người, mật độ dân số đạt 877 người/km². Xã Tứ Xuyên có diện tích 6,19 km², dân số là 3.458 người, mật độ dân số đạt 559 người/km².
Ngày 16 tháng 10 năm 2019, Ủy ban Thường vụ Quốc hội ban hành Nghị quyết số 788/NQ-UBTVQH14 về việc sắp xếp các đơn vị hành chính cấp huyện, cấp xã thuộc tỉnh Hải Dương (nghị quyết có hiệu lực từ ngày 1 tháng 12 năm 2019). Theo đó, sáp nhập toàn bộ diện tích và dân số của ba xã: Đông Kỳ, Tây Kỳ, Tứ Xuyên thành xã Chí Minh.

## Đặc sản
Xã Chí Minh có đặc sản rươi (là đặc sản của xã Tứ Xuyên cũ), do nằm ở ngã ba sông, nơi rẽ nhánh của sông Thái Bình thành một nhánh gọi là sông Đò Bầu (còn gọi là sông Cái).